# Europees kampioenschap hockey B-landen mannen 2005
Het eerste officiële Europees kampioenschap hockey voor B-landen (mannen) had plaats van zondag 11 september tot en met zaterdag 17 september 2005 in Rome, Italië. Het tweejaarlijkse evenement wordt in de wandelgangen ook wel de Nations Trophy genoemd, en is een kwalificatietoernooi voor het EK hockey voor A-landen: de nummers één en twee promoveren, en mogen twee jaar later aldus meedoen aan het 'grote' EK. De laatste twee in de eindrangschikking degraderen en spelen twee jaar later op het EK hockey voor C-landen.
Het toernooi staat onder auspiciën van de Europese Hockey Federatie.

## Uitslagen voorronde

### Groep A
| Team        | G | W | GL | V | P | DV | DT |
| ----------- | - | - | -- | - | - | -- | -- |
| Ierland     | 3 | 2 | 1  | 0 | 7 | 12 | 5  |
| Wales       | 3 | 2 | 1  | 0 | 7 | 6  | 3  |
| Wit-Rusland | 3 | 1 | 0  | 2 | 3 | 7  | 11 |
| Rusland     | 3 | 0 | 0  | 3 | 0 | 6  | 12 |

| 11-09 | Rusland | Wales       | 2 - 4 |
|       | Ierland | Wit-Rusland | 7 - 3 |
| 12-09 | Rusland | Wit-Rusland | 3 - 4 |
|       | Ierland | Wales       | 1 - 1 |
| 14-09 | Wales   | Wit-Rusland | 1 - 0 |
|       | Ierland | Rusland     | 4 - 1 |

### Groep B
| Team        | G | W | GL | V | P | DV | DT |
| ----------- | - | - | -- | - | - | -- | -- |
| Tsjechië    | 3 | 2 | 0  | 1 | 6 | 7  | 3  |
| Oostenrijk  | 3 | 2 | 0  | 1 | 6 | 9  | 9  |
| Italië      | 3 | 1 | 1  | 1 | 4 | 11 | 10 |
| Zwitserland | 3 | 0 | 1  | 2 | 1 | 8  | 11 |

| 11-09 | Italië      | Oostenrijk  | 4 - 5 |
|       | Zwitserland | Tsjechië    | 2 - 3 |
| 13-09 | Tsjechië    | Oostenrijk  | 3 - 0 |
|       | Italië      | Zwitserland | 4 - 4 |
| 14-09 | Zwitserland | Oostenrijk  | 2 - 4 |
|       | Italië      | Tsjechië    | 3 - 1 |

## Plaatsingswedstrijden
| Om plaats 5 t/m 8 | Om plaats 5 t/m 8 | Om plaats 5 t/m 8 |       |
| ----------------- | ----------------- | ----------------- | ----- |
| 10-09             | Wit-Rusland       | Zwitserland       | 1 - 2 |
|                   | Italië            | Rusland           | 3 - 1 |
| Halve finale      |                   |                   |       |
| 10-09             | Ierland           | Oostenrijk        | 2 - 1 |
|                   | Wales             | Tsjechië          | 1 - 3 |

## Finalewedstrijden
| Om plaats 7 | Om plaats 7 | Om plaats 7 |       |
| ----------- | ----------- | ----------- | ----- |
| 11-09       | Wit-Rusland | Rusland     | 4 - 1 |
| Om plaats 5 |             |             |       |
| 11-09       | Zwitserland | Italië      | 1 - 3 |
| Om plaats 3 |             |             |       |
| 11-09       | Oostenrijk  | Wales       | 1 - 2 |
| Finale      |             |             |       |
| 11-09       | Ierland     | Tsjechië    | 4 - 2 |

## Eindrangschikking
| rang   | land        |
| ------ | ----------- |
| Goud   | Ierland     |
| Zilver | Tsjechië    |
| Brons  | Wales       |
| 4      | Oostenrijk  |
| 5      | Italië      |
| 6      | Zwitserland |
| 7      | Wit-Rusland |
| 8      | Rusland     |

- Ierland en Tsjechië promoveerden naar de A-groep en plaatsten zich voor het Europees kampioenschap hockey voor A-landen mannen 2007.
- Rusland en Wit-Rusland degradeerden naar de C-groep en speelden in 2007 op het Europees kampioenschap hockey voor C-landen mannen 2007.